# La ragazza di via Maqueda
La ragazza di via Maqueda è una raccolta di racconti di Dacia Maraini del 2009, che la scrittrice ambienta tra la Sicilia, Roma e l'Abruzzo, viaggiando insieme ai personaggi alla scoperta delle loro storie, estratti di vita vissuta che mettono in luce contraddizioni, paure e sentimenti.
A volte sembra di riconoscere la scrittrice all'interno dei suoi racconti e talvolta è lei stessa a rivelarci di stare parlando in prima persona, come quando accenna alla tragica morte dell'amico Pier Paolo Pasolini.

## Racconti contenuti

### Sicilia

#### La ragazza di via Maqueda
D.B., ingegnere palermitano quarantenne, tutte le mattine mentre si reca al lavoro vede in via Maqueda una giovanissima prostituta africana, che dovrebbe avere l'età di sua figlia dodicenne. Il direttore di D.B. gli chiede di firmare le carte per un carico di carbonato di sodio da spedire in Libia; l'ingegnere scopre poi che in realtà si tratta di un carico di rifiuti tossici, ma avendo messo la propria firma non può denunciare il fatto alle autorità senza subirne le conseguenze. D.B., in preda ai rimorsi (tanto più che la nave col carico tossico è naufragata) avvicina la prostituta-ragazzina offrendole dei soldi e un ombrello per ripararsi dalla pioggia, ma questa rifiuta sdegnosamente; una seconda volta invece la segue nella sua camera e si lascia guidare ad un rapporto sessuale con lei.

#### Sulle orme di Maupassant
L'autrice rievoca le tappe e le impressioni di un viaggio che lo scrittore francese Guy de Maupassant fece in Sicilia nel 1885.

#### Ragazze di Palermo
A Palermo, negli anni Cinquanta, cinque inseparabili amiche frequentano lo stesso liceo: Giusi, Mariola detta Ava Gardner, Cettina detta la suora, Tanina detta Butirrita e Rolanda detta Rodi. Giusi è un'atleta e delle cinque è l'unica ad essere fidanzata; un giorno l'auto su cui viaggia col suo ragazzo si schianta e Giusi muore. Mariola, rimasta incinta del cugino,  si sposa con lui all'età di sedici anni e abbandona gli studi. Dopo il diploma, Cettina va a studiare lettere all'Università di Bologna con l'obiettivo di diventare giornalista, mentre Tanina e Rodi restano a Palermo e si promettono reciprocamente di restare vergini per preservare la loro amicizia. Tanina poi contrae anch'ella un matrimonio riparatore e smette di vedere Rodi perché il marito temeva che avesse con lei un rapporto di tipo lesbico; Rodi, rimasta sola, accetta il corteggiamento di un suo spasimante col quale progetta un viaggio in Grecia.

#### All'Aspra in bicicletta
Nel secondo dopoguerra, una ragazzina di Bagheria compie delle gite in bicicletta con i suoi compagni di scuola. Una domenica di luglio si recano sul promontorio dell'Aspra per tuffarsi in mare da lì e pescare ricci di mare, che mangiano sul posto. I personaggi non hanno ruoli stabiliti, infatti maschi e femmine giocano alla pari. La narrazione è prevalentemente condotta dal punto di vista della ragazzina e i fatti risultano perciò addolciti da una specie di luce incantata, come se fossero filtrati dal cuore gioioso di chi li ha vissuti. Il narratore é esterno.

#### Tanto vale vivere
Ramona è una trentaduenne laureata e disoccupata in ristrettezze economiche, che ha provato senza successo diversi lavori. Quando scopre che il posto di sciampista per il quale voleva proporsi è già stato assegnato, per scacciare l'idea del suicidio recita una poesia di Dorothy Parker che si conclude col verso Tanto vale vivere.

#### Due o tre cose che so di lei
Morena Monti è un'infermiera, figlia di un'ex ballerina del Teatro Massimo che poi aveva aperto una scuola di danza, e di un militare di carriera. Quando pensa alla sua vita e quelle dei suoi genitori, rimarca i loro insuccessi: sua madre aveva mancato la sua possibilità di diventare un'étoile, mentre suo padre aveva tradito la sua fiducia quando aveva sfruttato l'occasione di una gita insieme per incontrare l'amante all'insaputa della moglie. Morena, da parte sua, aveva rinunciato a frequentare l'università ripiegando sul corso per infermieri per aiutare economicamente la madre dopo la morte del padre.
Un giorno, in ospedale, Morena rimane colpita dai modi gentili del dottor Gino Treppiede, di origini bergamasche, e inizia a frequentarlo e a progettare una vita insieme. Gino però accetta di passare un anno in Africa, senza Morena che rimane a Palermo. Là si ammala e non riesce a comunicare con Morena per molti mesi; dopo la guarigione, le scrive che si è innamorato di un'altra donna e la pianta in asso.
Morena conosce poi Giovanni Mendico detto Memè, il fratello di un'ex allieva della madre, che però è già fidanzato e in effetti si sposa; tuttavia, dopo pochi mesi la moglie di Memè fugge con la figlia avuta da lui e con un ballerino tedesco, suo nuovo compagno. Memè chiede a Morena di sposarlo appena ottenuto il divorzio, cosa che puntualmente accade: Morena mette al mondo una bambina che chiama Adalgisa come sua madre. Tuttavia, l'ex moglie di Memè, mollato il ballerino di cui aveva scoperto le frequentazioni omosessuali, gli chiede di tornare insieme, così Memè abbandona Morena e la figlia di secondo letto..

#### Il naso di Salvo
La narratrice riceve da un'amica la notizia della morte di Salvo, un suo antico amante di gioventù, e ne rievoca la figura di seduttore dal bell'aspetto ma dal naso prominente, che poi aveva sposato un'altra donna dalla quale aveva avuto due figli di opposte tendenze politiche.

#### La sposa Serena
Il giorno del matrimonio, Serena si attarda a gustare cioccolatini.

#### Vulcano
L'autrice ricorda l'estate di un anno tra il 1950 e il 1955, passata sull'isola di Vulcano col padre e un amico di lui, prima che il paesaggio fosse deturpato dalla cementificazione e dallì'eccessivo sfruttamento turistico.

#### La bambina e il soldato
Una bambina di dieci anni vede sfilare tra i soldati un ragazzo che assomiglia a suo padre da giovane. Tornata a casa trova sua madre in lacrime perché ha ricevuto un telegramma che le annunciava la morte del marito in guerra.
Rivede poi in città il soldato e lo segue dopo che è uscito dalla bottega. Gli racconta della somiglianza con il padre appena morto e apprende che è un volontario di quindici anni. Prima di lasciarsi amichevolmente, i due si baciano.

#### Miserie del cuore
Isotta associa alcuni aforismi su denaro e sentimenti ad avvenimenti che le sono capitati: una commessa che l'ha ingannata al momento di darle il resto, la distruzione accidentale di duecentomila lire per aver messo in lavatrice i pantaloni del padre che li contenevano, e una partita a carte con una posta in palio col marito e col cognato.

#### Una suora siciliana
Giorgia, scrittrice di successo, compie un tour tra le scuole siciliane per incontrare gli studenti. Con suo sgomento, le sembra che uno di loro che prende la parola durante un incontro abbia delle ali d'angelo, invisibili agli altri. Visitando il paese, apprende che nel convento che lo sovrasta viveva un tempo una suora di nome Filomena, morta in odore di santità, e prende ad immaginare la sua storia. Fa la conoscenza della famiglia dello studente alato e pensa che abbia una qualche relazione con la storia della suora.

### Roma

#### Splendor
Splendor è una giovanissima prostituta originaria dell'Europa orientale che esercita a Roma e che tra i suoi clienti ha anche persone apparentemente rispettabili. Un signore anziano e un negoziante che sanno della sua situazione ne sono indignati, ma il desiderio di quieto vivere li trattiene dall'intervenire.

#### Sogno romano
All'autrice capita spesso di sognare Pier Paolo Pasolini: vorrebbe dirgli che è morto, ma non ne ha il coraggio.

#### Europa
L'autrice associa il nome "Europa" prima di tutto al mito greco che la vede protagonista, appreso su un libro di Robert Graves, e racconta di aver lavorato per Judith Nicholson, figlia dello scrittore inglese, quando questa lavorava a Roma come giornalista.

#### Il calciatore di Bilbao
Un calciatore brasiliano viene acquistato da una squadra di calcio di Bilbao, ma si trova completamente spaesato. Una sera l'allenatore lo porta con sé a teatro dove si dà La vita è sogno di Calderón de la Barca ed il giovane rimane folgorato da Conca Alvarez, la prima attrice. Si mette a frequentarla ma a fine anno viene ceduto a una squadra brasiliana; viene poi raggiunto dalla notizia che Concha si sposa con un altro uomo e non riesce a rintracciarla, nemmeno molti anni dopo quando, dopo aver cessato l'attività agonistica, torna a Bilbao alla ricerca di informazioni su di lei.

#### Timbuctù
La diciottenne Sara si trova in viaggio a Timbuctù con i suoi amici Lavinia e Renzo e il sessantenne Gilberto, i cui discorsi l'incantano molto più di quelli del suo fidanzato e riescono persino a farle sopportare la fastidiosissima sabbia che s'infila dappertutto, anche nei cibi e nelle bevande.

#### Il poeta-regista elameravigliosa soprano
Un poeta-regista, un famoso soprano (chiamata "l'Admirable"), un narratore di fama internazionale e una ragazza dagli occhi cilestrini attraversano la savana africana a bordo di una Land Rover guidata da un indigeno. La ragazza ricorda di quando fecero la conoscenza della cantante, che aveva appena interpretato Tosca all'Opéra di Parigi, e che sembra che tra lei e il poeta-regista sia sbocciato l'amore, nonostante le inclinazioni omosessuali di quest'ultimo.
Il fuoristrada ha un incidente e non può proseguire, ma sopraggiunge l'auto di un prelato che raccoglie i turisti occidentali e li ospita a cena e per la notte nella sua residenza. L'indomani si trovano inaspettatamente un salatissimo conto per il pasto e il pernottamento.
Alcuni anni dopo tale avventura, il poeta-regista viene trovato assassinato e successivamente muore anche il soprano; la giovane rimpiange di non essere andata a trovarla nel periodo intercorso tra le due fatalità.

#### In volo
Ada viaggia in aereo verso Toronto, da sola perché il marito, adducendo a motivazione il bisogno di solitudine, è andato a Cuba, ed è infastidita dagli atteggiamenti dei compagni di viaggio.

### Abruzzo

#### Le tombe dei Sanniti
Mara, un'archeologa, è rimasta anche nel cuore dell'inverno sul sito degli scavi che hanno riportato alla luce delle tombe di antichi Sanniti. Il fidanzato le telefona insofferente della sua lontananza, ma la solitudine della donna è allietata dalle visite di un pastore con il suo cane.

#### Il piacere di leggere
La scrittrice Giorgia legge una fiaba abruzzese che reinterpreta con parole sue. Nella vecchia protagonista, a cui dà il nome di Colomba detta 'Mbina come il personaggio di un suo romanzo, vede riflettersi la madre. La vecchia incontra prima la Morte poi un angelo e con la sua incredulità fa scappare entrambi.

#### La bambina e il terremoto
Osservando delle vecchie fotografie, Giorgia inventa una storia fantasticando sulle persone che vi sono ritratte. Una giovane vedova, di nome Addolorata, rimane sepolta viva sotto le macerie del Terremoto della Marsica del 1915 e ne viene estratta dopo quattro giorni. Successivamente muore la figlioletta e la donna si risposa; il secondo marito muore in guerra. Addolorata emigra a Boston negli Stati Uniti, dove vivono dei suoi parenti, e lì mette al mondo altri figli. Una sua nipote, di nome Ingrid, che ai giorni nostri va all'università partecipa ad una conferenza tenuta oltreoceano da Giorgia.

#### Le serpi di monte Marsicano
Giorgia, durante una passeggiata nei boschi del monte Marsicano, legge su un libro di uno storico locale che gli antichi Marsi discenderebbero da un figlio di Circe chiamato Marso, e che fin dall'antichità avevano fama di esperti serpari. La scrittrice, che ha un incontro ravvicinato con un cervo prima e quindi con un serpente, legge poi che il mito si cristianizzò nella leggenda di san Domenico di Sora, che viene portato in processione con le serpi a Cocullo.

#### Storie di monaci abruzzesi
Giorgia legge una fiaba abruzzese che racconta di come due monaci gabbarono un contadino, a cui dà il nome di Bastiano, che era andato al mercato a comprare un asino. Mentre Bastiano era distratto, i monaci si avvicinarono quatti quatti all'asino; uno lo slegò e lo condusse via con sé, l'altro indossò i finimenti dell'animale. Quando il contadino si voltò e si riebbe dallo spavento, il monaco gli disse che per i suoi peccati era stato trasformato in somaro per un anno e che ora il tempo della penitenza era finito; Bastiano, pur perplesso, non poté far altro che liberare il monaco e lasciarlo andare.

## Edizioni
- Dacia Maraini, La ragazza di via Maqueda, La Scala, Milano, Rizzoli, 2009, ISBN 978-88-17-03366-4.
- Dacia Maraini, La ragazza di via Maqueda, BUR. Scrittori contemporanei, Milano, Rizzoli, 2010, ISBN 978-88-17-04422-6.
- Dacia Maraini, La ragazza di via Maqueda, Milano, Mondolibri, 2010.